# Eupatorium candolleanum
Eupatorium candolleanum Hook. & Arn., chilca, tabaquillo del monte,  es una especie de planta con flor de la familia de las Asteraceae considerada como "mala hierba" que es natural de Argentina, Uruguay, Brasil, Paraguay.

## Descripción
Es una planta herbácea perenne que alcanza 2-6 dm de altura. Crece en zonas húmedas, pantanosas o encharcadas. Es una maleza del arroz.
Atrae polinizadores como mariposas, abejas y otros insectos que se alimentan de néctar. La planta tiene un solo tallo erecto que es de color verde con puntos púrpura. Las ramas superiores son de color rojo-púrpura. Las hojas aparecen en grupos de 3 a 5 y son grandes, lanceoladas ovadas, aserradas, trinervadas, pubescentes, de 4-10 cm x 3-25 mm. Flores rosadas, en capítulos y en cimas corimbiformes. Fruto cipsela negra, glabra.

## Uso medicinal
En baños de asiento para hemorroides

## Taxonomía
Chacoa candolleanum fue descrita por Hook. & Arn.  y publicado en Companion to the Botanical Magazine 1: 243. 1835.
Etimología
Eupatorium: nombre genérico que viene del griego y significa "de padre noble". Cuyo nombre se refiere a Mitrídates el Grande, que era el rey del Ponto en el siglo I a. C. y a quien se le atribuye el primer uso de la medicina. De hecho, las especies de este género, a lo largo del tiempo, han tomado diversas denominaciones vulgares referidas sobre todo a la medicina popular, esto sirve para resaltar las propiedades de Eupatoria, aunque actualmente este uso se ha reducido algo debido a algunas sustancias hepatotóxicas presentes en estas plantas.
candolleanum: epíteto otorgado en honor del botánico Augustin Pyrame de Candolle.
Sinonimia
- Ageratum lasseauxii Carrière
- Barrosoa candolleana (Hook. & Arn.) R.M.King & H.Rob.
- Conoclinium lasseauxii Durand
- Conoclinium microcephalum Sch.Bip. ex Baker
- Eupatorium hebecladum DC.
- Eupatorium lasseauxii (Carrière)
- Eupatorium palustre var. verbenaceum Chodat[2]